# Keratella maliensis
Keratella maliensis är en hjuldjursart som beskrevs av Koste och Tobias 1987. Keratella maliensis ingår i släktet Keratella och familjen Brachionidae. Inga underarter finns listade i Catalogue of Life.